# Hydrococcidae
Hydrococcidae là một họ ốc biển, là động vật thân mềm chân bụng sống ở biển trong nhánh Littorinimorpha.

## Chi
- Hydrococcus Thiele, 1928
  -  Hydrococcus brazieri (J. E. Tennison-Woods, 1876): synonym: Assiminea brazieri [2]